# Любов, велика сила твоя
«Любов, велика сила твоя» — радянський комедійний кіноальманах з трьох новел 1975 року, знятий на кіностудії «Грузія-фільм».

## Сюжет
Три новели за сценарієм Резо Габріадзе: «Сходинки», «Кавказький романс», «Вальс на Мтацмінда».
«Вальс на Мтацмінда»
Дівчина з села вирішила поступити до театрального інституту. Закоханий в неї юнак, який не хоче їхати з села, слідом за нею здає документи у той же інститут. Він поступає, а вона — ні. У фіналі обидва повертаються у село, тому що він не хоче вчитися без неї.
«Кавказький романс»
Родичі красуні Марджан вважають Ельберда невартим її руки. Батько, дядько і бабуся тримають дівчину під замком. А для охорони використовують цілу зграю псів. Але хитромудрому Ельберду вдається заманити собак у великі кошики, підвісити їх високо на гілки дерев, і вивести кохану з дому.
«Сходинки»
Молодий міліціонер Сермоле «переслідує» свою кохану Тамуну спочатку на інспекторській машині, а потім на автофургоні.

## У ролях
- Хатуна Хобуа — Назо
- Вахтанг Панчулідзе — Коба
- Баадур Цуладзе — Пуплі Кутателі
- Ліка Кавжарадзе — Марджан
- Зура Кікалейшвілі — бабуся, тітка Анзор
- Вільгельм Гогічайшвілі — Ельбедзіна
- Грігол Грдзелішвілі — Сурлімірза, батько Марджан
- Малхаз Кікнавелідзе — Сермоле
- Ія Кікнадзе — епізод
- Кахі Кавсадзе — міліціонер
- Майя Канкава — Тамунія
- Гіві Берікашвілі — міліціонер
- Тамаз Данелія — Ерлімірза, дядько Марджан
- Йосип Джачвліані — Ельберд
- Еросі Манджгаладзе — батько Тамунії
- Гіві Тохадзе — член приймальної комісії
- Ніно Арчвадзе — епізод
- Н. Бебіа — епізод
- Михайло Вашадзе — член приймальної комісії
- Гурам Гогоберідзе — епізод
- Ірма Гурієлі — епізод
- А. Думбадзе — епізод
- З. Квахадзе — епізод
- Х. Кекелія — епізод
- Іраклій Кокрашвілі — епізод
- Нона Магалашвілі — епізод
- Н. Мгеладзе — подруга Тамунії
- Гурам Ніколаїшвілі — член приймальної комісії
- Гія Перадзе — епізод
- Т. Татаріані — епізод
- К. Церцвадзе — епізод
- Х. Чархалашвілі — епізод

## Знімальна група
- Режисери — Реваз Габріадзе, Аміран Дарсавелідзе, Баадур Цуладзе, Резо Чархалашвілі
- Сценарист — Реваз Габріадзе
- Оператори — Ніколос Сухішвілі, Лері Мачаїдзе, Ігор Амасійський
- Композитори — Отар Горделі, Нугзар Вацадзе, Гія Канчелі
- Художники — Давид Лурсманашвілі, Микола Зандукелі, Гіві Гігаурі, Зураб Медзмаріашвілі